# Afton Chemical
A Afton Chemical Corporation desenvolve e fabrica aditivos de petróleo, incluindo aditivos para transmissão, óleo de motor, combustível e industriais. Ela tem sede em Richmond, na Virgínia (EUA), e operações em todo o mundo. A empresa é subsidiária da NewMarket Corporation (NYSE: NEU), corporação especializada em produtos químicos especiais de alto desempenho.

## Operações
Os produtos da Afton Chemical encaixam-se em quatro diferentes unidades de negócios estratégicas: aditivos para transmissão, aditivos para óleo de motor, aditivos para combustível e aditivos industriais.
Aditivos para transmissão
Este segmento inclui aditivos para transmissões automáticas (ATF), continuamente variáveis (CVT) e de dupla embreagem (DCT), bem como aditivos para óleo de engrenagem para transmissões manuais e do
eixo traseiro.
Aditivos para óleo de motor
A Afton Chemical oferece aditivos para óleo de motor para veículos de passeio, motocicletas e motores a diesel de velocidade média e de veículos pesados, assim como melhoradores do índice de viscosidade de copolímeros de olefina.
Aditivos para combustível
A Afton Chemical produz aditivos para combustível para proporcionar alto desempenho de veículos a gasolina e diesel, níveis de octana, óleo para aquecimento doméstico e especificação e distribuição de combustível.

Aditivos para lubrificantes
Aditivos para lubrificantes são componentes químicos orgânicos e sintéticos e o segmento do produto inclui acopladores, dispersantes e emulsificantes, modificadores de fricção e aditivos de viscosidade.

Aditivos industriais
Em 2010, a Afton Chemical adquiriu a fabricante de aditivos metalúrgicos Polartech para expandir sua base de produtos industriais. Os produtos industriais incluem aditivos para graxas lubrificantes, lubrificantes hidráulicos e fluidos metalúrgicos.
Locais
A Afton Chemical tem escritórios regionais localizados na Ásia-Pacífico, na Europa, na Índia, no Oriente Médio, na América Latina e na América do Norte.
A empresa tem um centro técnico localizado em Ashland, na Virgínia. O Centro Técnico de Ashland é a base de Pesquisa e Desenvolvimento (P&D) para pesquisas baseadas em veículos, usadas por todas as unidades de negócios estratégicas que fabricam aditivos automotivos, inclusive óleo de motor, combustível, transmissão e eixo. O centro é usado para pesquisas de durabilidade, economia de combustíveis, emissões e desenvolvimento de novos produtos.
Há unidades localizadas na Bélgica, na Inglaterra, na Índia, no Brasil, na China e em diversos pontos dos Estados Unidos. Em 2011, a empresa abriu um laboratório de pesquisa em Suzhou, na China  e, em julho de 2012, anunciou a construção de uma nova unidade de produção de aditivos químicos na Ilha Jurong, em Cingapura, que deve entrar em operação até o final de 2015.

## Indústrias
A Afton Chemical opera na indústria de petróleo, focando principalmente na produção de aditivos químicos para: transmissão, óleo de motor, combustíveis e unidades de negócios industriais.

## História
2013 – A Afton Chemical anuncia a expansão na Ásia-Pacífico com uma nova unidade de produção na Ilha de Jurong, em Cingapura.
2013 – Robert Shama substitui Warren Huang como presidente da Afton Chemical.
2010 – A Afton Chemical adquire a Polartech Metalworking e acrescenta unidades de P&D e produção no Reino Unido e unidades de produção na Índia, na China e nos EUA.
2009 – A Afton Chemical expande os investimentos na região da Ásia-Pacífico com instalações em Xangai, na China; Tsukuba, no Japão; e Ilha de Jurong, em Cingapura.
2008 – A Afton Chemical adquire o braço norte-americano de aditivos para combustível da GE Water and Processing Technologies.
2004 – A Ethyl Petroleum Additives, Inc. muda de nome para Afton Chemical Corporation. A empresa começa a operar como subsidiária integral da NewMarket Corporation.
1996 – A Ethyl adquire a Texaco Additives Company.
1992 – A Ethyl adquire a Amoco Petroleum Additives nos EUA e a Nippon Cooper no Japão, à medida que a consolidação global chega à indústria do petróleo.
1975 – A Ethyl adquire a Edwin Cooper, Inc.
1962 – A Albemarle Paper Co. adquire a Ethyl Gasoline Corporation e adota o nome de Ethyl Corporation.
1924 – A General Motors Chemical Corporation, que apresentou um produto químico para reduzir a “batida” do motor, é rebatizada como Ethyl Gasoline Corporation.
1887 – A Albemarle Paper Manufacturing é fundada em Richmond, Virgínia.